# Tønsberg
Tønsberg (norsky  ˈtœ̂nsbærɡ) je město v Norsku, dokonce je považováno za jedno z nejstarších norských měst vůbec. V roce 2023 zde žilo 55 387 obyvatel a celková rozloha města je 107 km². Toto město se nachází v kraji Vestfold v jižním Norsku, asi 102 km jihojihozápadně od Osla.

## Historie

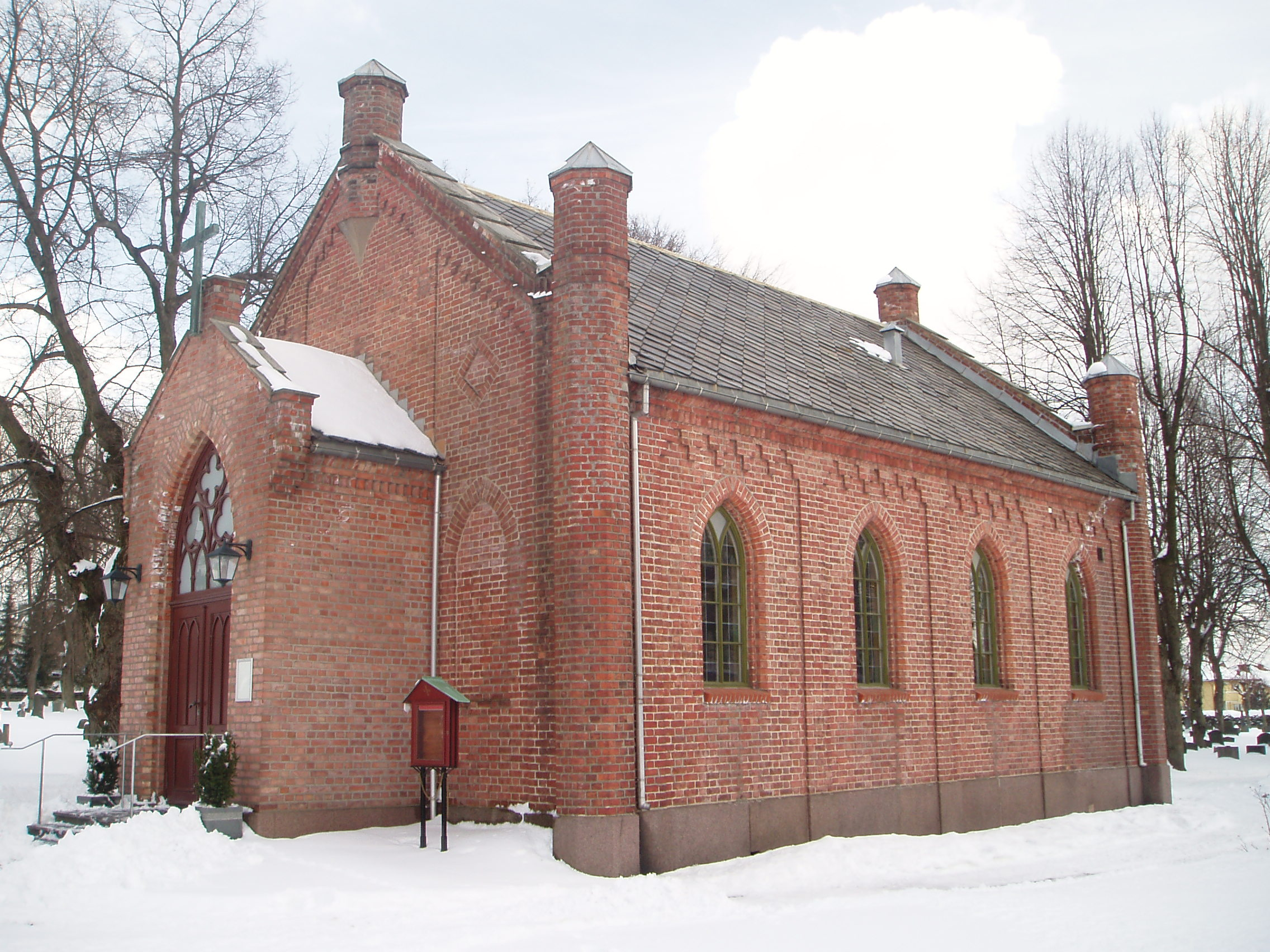
Kostel ve městě

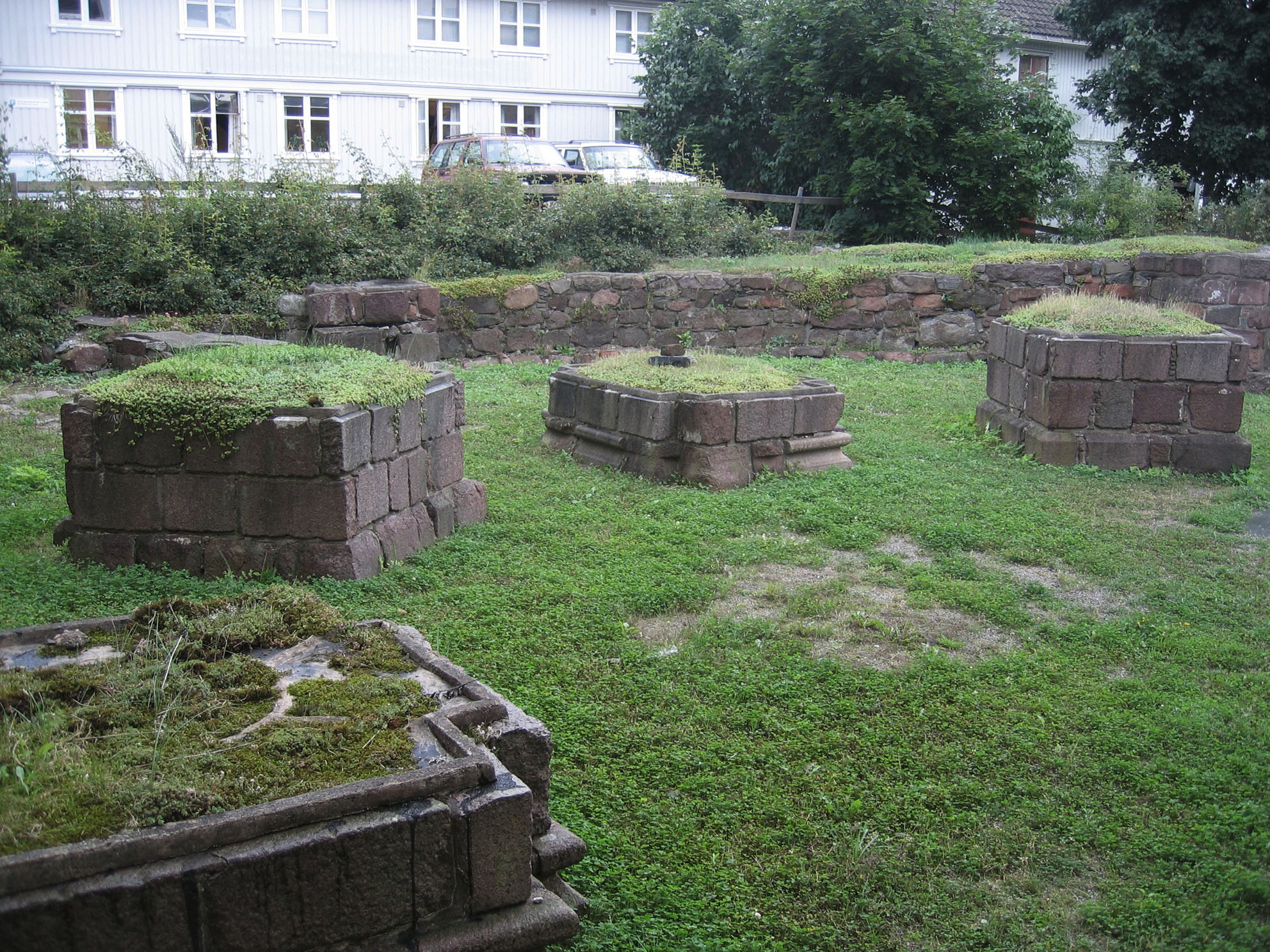
Olavskirken

Tønsberg je obecně považováno za jedno z nejstarších měst v Norsku a oficiálně bylo založeno 1. ledna 1838. Venkovská obec Sem byla s Tønsbergem oficiálně sloučena dne 1. ledna 1988.
Historie Tønsbergu ale sahá mnohem dále do minulosti, až do roku 1130, kdy byla na jeho území menší kolonie. Některé zdroje dokonce tvrdí, že kolonie zde byla již před bitvou o Hafrsfjord. Ta proběhla pravděpodobně okolo roku 900, avšak podle záznamů města v roce 871. Podle toho pak byly konány slavností akce, například v roce 1871 proběhla slavnost na počest tisíce let města Tønsberg. Na území Tønsbergu ale bylo několik nestálých kolonií již dříve, archeologické nálezy svědčí o přítomnosti Vikingů, jelikož se zde našlo několik pohřebišť.
V roce 1536 zde byl velký požár, který zničil velkou část města. To se ale znovu postavilo na nohy. Po dlouhou dobu se jednalo o nejvýznamnější přístavní město Norska.
Během německé okupace Norska v druhé světové válce byl nedaleko Tønsbergu postaven koncentrační tábor Berg. V roce 1948 byla ve městě založená diecéze; Tunsberg bispedømme.

### Jméno
Staronorská forma jména města pravděpodobně zněla Túnsberg . První část názvu tvoří slovo tún, volně přeloženo oplocený areál nebo zahrada. Druhým prvkem názvu je Berg, což označuje horu. Jméno původně odkazovalo na starou tvrz, zvanou Slottsfjellet. Původní forma jména města se sice změnilo, ale v názvu diecéze zůstal původní název; Tunsberg bispedømme.

### Znak
Na znaku Tønsbergu je vyobrazena městská pečeť, která se datuje až do roku 1349. Ta ukazuje místní opevnění obklopené stěnami a mořem. Po lemu pečeti je latinsky napsáno: Toto je pečeť Tunsbergu (stará forma slova Tønsberg).

## Navštěvované lokality
- Slottsfjellet: Jedná se o památník Tønsberské pevnosti, která byla zničena a do současnosti se dochovaly jen zbytky zdí.
- Muzeum umění Haugar: Muzeum se nachází v prostorách bývalé námořnické školy a jedná se o zděnou budovu z roku 1918. Jedná se především o muzeum zabývající se okresní historií.[3]
- Olavskirken: zřícenina bývalého kláštera, založeného v roce 1191.[4]
- Sem Kirke: nejstarší vestfoldský kamenný kostel, postavený před rokem 1100 v románském slohu.
- Tønsberg domkirke: kostel z roku 1858, s kazatelna z roku 1621 a obrazy z roku 1764.[5]

## Obyvatelstvo
Dne 1. ledna 2009 byla populace města Tønsberg přesně 38 914. Tønsberg se skládá ze čtyř městských částí; Sem, s 2 147 obyvateli, Barkåker, s 1 292 obyvateli, Åsgårdstrand s 2 847 obyvateli a Vear, s populací 3 502. Co se týče historie počtu obyvatel zde, pak se v roce 1960 čísla pohybovaly okolo 12, 5 tisíce, o deset let později pak populace klesla o 10,4 % na 11 tisíc lidí a v roce 1980 znovu klesla, tentokrát o celých 18 %, na 9 tisíc. Pak ale, v roce 1990, stoupl počet obyvatel z 9 000 na 31 tisíc, tedy o více než 230 %.

## Osobnosti z Tønsbergu
- Svend Foyn (* 1809–1910), norský námořní magnát
- Johan Sverdrup (* 1816–1892), liberální politik, předseda vlády Norska od roku 1884 do roku 1889
- Peter Christophersen (* 1845–1930), diplomat
- Søren Andreas Christophersen (* 1849–1933), diplomat
- Axel Thue (* 1863–1922), norský matematik
- Hjalmar Andersen (* 1923–2013), rychlobruslař (1× mistr světa, 3× mistr Evropy)
- Jahn Teigen (* 1949), zpěvák, hudebník a komik
- Anders Aukland (* 1972), šestinásobný mistr světa v lyžování
- Magnus Carlsen (* 1990), norský šachový velmistr, mistr světa v šachu

## Partnerská města
Tønsberg podepsal smlouvy o spolupráci s těmito městy:
- Covarrubias, Španělsko
- Évora, Portugalsko
- Ísafjörður, Island
- Joensuu, Finsko
- Lamia, Řecko
- Linköping, Švédsko
- Ravenna, Itálie